# Abbaye Notre-Dame de Biaches
L'abbaye Notre-Dame de Biaches était du XIIIe au XVIIIe siècle un monastère de moniales cisterciennes situé sur le territoire de l'actuelle commune de Biaches, dans le département de la Somme près de Péronne.

## Historique
L'abbaye de Biaches fut fondée en 1235, grâce à deux donateurs locaux Pierre Quercus (Le Chesne) et un bourgeois de Péronne, Furcy Botte, par des moniales venant de Brayelle-en-Artois. La fondation de ce monastère fut soutenue par le pape Grégoire IX, Blanche de Castille et le roi de France Louis IX ce qui permit son affiliation à l'abbaye de Cîteaux. La première abbesse Usilie nous est connue par un acte de 1236. Le monastère bénéficia rapidement de donations en terres dans plusieurs localités des environs.
Au XVIe siècle, la direction de l'abbaye échut à la famille d'Estourmel qui compta quatre abbesses de 1575 à 1664 puis Renée de Machault, qui était avant la supérieure de l'hôtel-dieu Saint-Jean-Baptiste de Corbie,devint abbesse. En 1693, Anne de Guillebon de Beauvoir devint abbesse pour une brève période, sa cousine, Suzanne de Monchy, lui succéda en 1698. En 1721, c'est Marie-Madeleine de Bery d'Essertaux, religieuse de l'abbaye du Paraclet des Champs qui fut la dernière abbesse. Les bâtiments totalement ruinés à la suite d'un incendie au début du XVIIIe siècle et le nombre de religieuses étant réduit à quatre, décidèrent le roi à réunir les biens de l'abbaye à ceux de l'abbaye Notre-Dame de Fervaques à Saint-Quentin, en 1764.

## Disparition de l'abbaye
Les bâtiments de l'abbaye de Biaches furent rasés après son rattachement à l'abbaye de Fervaques et il n'en reste aucun vestige.

## Traces de l'abbaye
Il ne reste aucune trace visible de cette abbaye dans le paysage et fort peu dans les archives. Une délibération capitulaire des religieuses, prieure et convent de l'abbaye Notre-Dame de La Brelle de Biaches-lez-Péronne au diocèse de Noyon, contient l'histoire abrégée des troubles de cette abbaye avec la défense du droit et privilège d'élection qui appartenait aux moniales (6 décembre 1668).

## Armes de l'abbaye
L'Armorial général de France de Charles d'Hozier indique comme blason de « La communauté des religieuses de l'abbaye royale de Biache »  : d'or à un chef de sinople, chargé d'une molette d'argent.

## Liste des abbesses
- Usilie 1236 ?
- de 1575 à 1664 la direction de l'abbaye échoi à la famille d'Estourmel qui compte quatre abbesses,
- Renée de Machault 1664[2]
- Anne de Guillebon de Beauvoir 1693.
- Suzanne de Monchy 1698 [3]
- en 1721, Marie-Madeleine de Bery d'Essertaux, religieuse de l'abbaye du Paraclet des Champs fut la dernière abbesse.